# 리히텐슈타인 축구 국가대표팀
리히텐슈타인 축구 국가대표팀(독일어: Liechtensteinische Fußballnationalmannschaft)은 리히텐슈타인을 대표하는 축구 국가대표팀으로 안도라, 산마리노, 몰타, 룩셈부르크, 리투아니아, 라트비아, 에스토니아, 지브롤터 등과 함께 유럽 축구 최약체로 평가되는 팀들 가운데 하나다. 리히텐슈타인에는 자국 리그가 없지만 리히텐슈타인 안에 있는 클럽들은 모두 인접 국가인 스위스 리그에 소속되어 있으며 1981년 6월 14일 대한민국 대전광역시에서 열린 몰타와의 경기에서 비공식 첫 국제 A매치 데뷔전을 가진 뒤 2년 후 스위스와  첫 공식 A매치 경기를 가졌으며 현재 라인파르크 슈타디온을 홈 구장으로 사용하고 있다.

## 국제 경기 경력

### FIFA 월드컵
룩셈부르크와의 2006년 FIFA 월드컵 유럽 지역 예선 3조 2경기에서 모두 승리를 거두긴 했지만 이외의 월드컵 유럽 지역 예선에서는 단 1승도 거두지 못하고 있다.

### UEFA 유럽 축구 선수권 대회
UEFA 유럽 축구 선수권 대회 예선에서는 역대 58경기에서 5승을 거두며 그나마 FIFA 월드컵 유럽 지역 예선보다는 조금 나은 성적을 거두고 있는 편이다.

### UEFA 네이션스리그

#### 2018-19 시즌
2018-19년 UEFA 네이션스리그 D 4조에서 1승 1무 4패·조 최하위에 머물렀으나 같은 약체팀인 지브롤터와의 2차전에서 2-0의 완승을 거두면서 마침내 국제 대회 사상 첫 승을 신고했다.

## FIFA 월드컵 (본선)
| 년도   | 결과      | 순위      | 경기      | 승        | 무*       | 패        | 득점      | 실점      | 승점      |
| ------ | --------- | --------- | --------- | --------- | --------- | --------- | --------- | --------- | --------- |
| 1930년 | 없음      | 없음      | 없음      | 없음      | 없음      | 없음      | 없음      | 없음      | 없음      |
| 1934년 | 없음      | 없음      | 없음      | 없음      | 없음      | 없음      | 없음      | 없음      | 없음      |
| 1938년 | 비회원국  | 비회원국  | 비회원국  | 비회원국  | 비회원국  | 비회원국  | 비회원국  | 비회원국  | 비회원국  |
| 1950년 | 비회원국  | 비회원국  | 비회원국  | 비회원국  | 비회원국  | 비회원국  | 비회원국  | 비회원국  | 비회원국  |
| 1954년 | 비회원국  | 비회원국  | 비회원국  | 비회원국  | 비회원국  | 비회원국  | 비회원국  | 비회원국  | 비회원국  |
| 1958년 | 비회원국  | 비회원국  | 비회원국  | 비회원국  | 비회원국  | 비회원국  | 비회원국  | 비회원국  | 비회원국  |
| 1962년 | 비회원국  | 비회원국  | 비회원국  | 비회원국  | 비회원국  | 비회원국  | 비회원국  | 비회원국  | 비회원국  |
| 1966년 | 비회원국  | 비회원국  | 비회원국  | 비회원국  | 비회원국  | 비회원국  | 비회원국  | 비회원국  | 비회원국  |
| 1970년 | 비회원국  | 비회원국  | 비회원국  | 비회원국  | 비회원국  | 비회원국  | 비회원국  | 비회원국  | 비회원국  |
| 1974년 | 비회원국  | 비회원국  | 비회원국  | 비회원국  | 비회원국  | 비회원국  | 비회원국  | 비회원국  | 비회원국  |
| 1978년 | 불참      | 불참      | 불참      | 불참      | 불참      | 불참      | 불참      | 불참      | 불참      |
| 1982년 | 불참      | 불참      | 불참      | 불참      | 불참      | 불참      | 불참      | 불참      | 불참      |
| 1986년 | 불참      | 불참      | 불참      | 불참      | 불참      | 불참      | 불참      | 불참      | 불참      |
| 1990년 | 불참      | 불참      | 불참      | 불참      | 불참      | 불참      | 불참      | 불참      | 불참      |
| 1994년 | 기권      | 기권      | 기권      | 기권      | 기권      | 기권      | 기권      | 기권      | 기권      |
| 1998년 | 예선 탈락 | 예선 탈락 | 예선 탈락 | 예선 탈락 | 예선 탈락 | 예선 탈락 | 예선 탈락 | 예선 탈락 | 예선 탈락 |
| 2002년 | 예선 탈락 | 예선 탈락 | 예선 탈락 | 예선 탈락 | 예선 탈락 | 예선 탈락 | 예선 탈락 | 예선 탈락 | 예선 탈락 |
| 2006년 | 예선 탈락 | 예선 탈락 | 예선 탈락 | 예선 탈락 | 예선 탈락 | 예선 탈락 | 예선 탈락 | 예선 탈락 | 예선 탈락 |
| 2010년 | 예선 탈락 | 예선 탈락 | 예선 탈락 | 예선 탈락 | 예선 탈락 | 예선 탈락 | 예선 탈락 | 예선 탈락 | 예선 탈락 |
| 2014년 | 예선 탈락 | 예선 탈락 | 예선 탈락 | 예선 탈락 | 예선 탈락 | 예선 탈락 | 예선 탈락 | 예선 탈락 | 예선 탈락 |
| 2018년 | 예선 탈락 | 예선 탈락 | 예선 탈락 | 예선 탈락 | 예선 탈락 | 예선 탈락 | 예선 탈락 | 예선 탈락 | 예선 탈락 |
| 합계   |           |           |           |           |           |           |           |           |           |

## FIFA 월드컵 (예선)
| 1930년 | 없음                                      | 없음                                      | 없음                                      | 없음                                      | 없음                                      | 없음                                      | 없음                                      |                                           |                                           |
| 1934년 | 없음                                      | 없음                                      | 없음                                      | 없음                                      | 없음                                      | 없음                                      | 없음                                      |                                           |                                           |
| 1938년 | 비회원국                                  | 비회원국                                  | 비회원국                                  | 비회원국                                  | 비회원국                                  | 비회원국                                  | 비회원국                                  |                                           |                                           |
| 1950년 | 비회원국                                  | 비회원국                                  | 비회원국                                  | 비회원국                                  | 비회원국                                  | 비회원국                                  | 비회원국                                  |                                           |                                           |
| 1954년 | 비회원국                                  | 비회원국                                  | 비회원국                                  | 비회원국                                  | 비회원국                                  | 비회원국                                  | 비회원국                                  |                                           |                                           |
| 1958년 | 비회원국                                  | 비회원국                                  | 비회원국                                  | 비회원국                                  | 비회원국                                  | 비회원국                                  | 비회원국                                  |                                           |                                           |
| 1962년 | 비회원국                                  | 비회원국                                  | 비회원국                                  | 비회원국                                  | 비회원국                                  | 비회원국                                  | 비회원국                                  |                                           |                                           |
| 1966년 | 비회원국                                  | 비회원국                                  | 비회원국                                  | 비회원국                                  | 비회원국                                  | 비회원국                                  | 비회원국                                  |                                           |                                           |
| 1970년 | 비회원국                                  | 비회원국                                  | 비회원국                                  | 비회원국                                  | 비회원국                                  | 비회원국                                  | 비회원국                                  |                                           |                                           |
| 1974년 | 비회원국                                  | 비회원국                                  | 비회원국                                  | 비회원국                                  | 비회원국                                  | 비회원국                                  | 비회원국                                  |                                           |                                           |
| 1978년 | 불참                                      | 불참                                      | 불참                                      | 불참                                      | 불참                                      | 불참                                      | 불참                                      |                                           |                                           |
| 1982년 | 불참                                      | 불참                                      | 불참                                      | 불참                                      | 불참                                      | 불참                                      | 불참                                      |                                           |                                           |
| 1986년 | 불참                                      | 불참                                      | 불참                                      | 불참                                      | 불참                                      | 불참                                      | 불참                                      |                                           |                                           |
| 1990년 | 불참                                      | 불참                                      | 불참                                      | 불참                                      | 불참                                      | 불참                                      | 불참                                      |                                           |                                           |
| 1994년 | 기권                                      | 기권                                      | 기권                                      | 기권                                      | 기권                                      | 기권                                      | 기권                                      |                                           |                                           |
| 1998년 | 10                                        | 0                                         | 0                                         | 10                                        | 3                                         | 52                                        | 0                                         |                                           |                                           |
| 2002년 | 8                                         | 0                                         | 0                                         | 8                                         | 0                                         | 23                                        | 0                                         |                                           |                                           |
| 2006년 | 12                                        | 2                                         | 2                                         | 8                                         | 13                                        | 23                                        | 8                                         |                                           |                                           |
| 2010년 | 10                                        | 0                                         | 2                                         | 8                                         | 2                                         | 23                                        | 2                                         |                                           |                                           |
| 2014년 | 10                                        | 0                                         | 2                                         | 8                                         | 4                                         | 25                                        | 2                                         |                                           |                                           |
| 2018년 | 10                                        | 0                                         | 0                                         | 10                                        | 1                                         | 39                                        | 0                                         |                                           |                                           |
| 합계   | 60                                        | 2                                         | 6                                         | 52                                        | 23                                        | 185                                       | 12                                        |                                           |                                           |
| 순위   | 월드컵 예선 승점 순위 : 179위 (유럽 52위) | 월드컵 예선 승점 순위 : 179위 (유럽 52위) | 월드컵 예선 승점 순위 : 179위 (유럽 52위) | 월드컵 예선 승점 순위 : 179위 (유럽 52위) | 월드컵 예선 승점 순위 : 179위 (유럽 52위) | 월드컵 예선 승점 순위 : 179위 (유럽 52위) | 월드컵 예선 승점 순위 : 179위 (유럽 52위) | 월드컵 예선 승점 순위 : 179위 (유럽 52위) | 월드컵 예선 승점 순위 : 179위 (유럽 52위) |

## UEFA 유럽 축구 선수권 대회
- 1960년 ~ 1972년 : 비회원국
- 1976년 ~ 1992년 : 불참
- 1996년 ~ 2020년 : 예선 탈락

### UEFA 유럽 축구 선수권 대회 (예선)
| 1960년 | 비회원국                   | 비회원국                   | 비회원국                   | 비회원국                   | 비회원국                   | 비회원국                   | 비회원국                   |                            |                            |
| 1964년 | 비회원국                   | 비회원국                   | 비회원국                   | 비회원국                   | 비회원국                   | 비회원국                   | 비회원국                   |                            |                            |
| 1968년 | 비회원국                   | 비회원국                   | 비회원국                   | 비회원국                   | 비회원국                   | 비회원국                   | 비회원국                   |                            |                            |
| 1972년 | 비회원국                   | 비회원국                   | 비회원국                   | 비회원국                   | 비회원국                   | 비회원국                   | 비회원국                   |                            |                            |
| 1976년 | 불참                       | 불참                       | 불참                       | 불참                       | 불참                       | 불참                       | 불참                       |                            |                            |
| 1980년 | 불참                       | 불참                       | 불참                       | 불참                       | 불참                       | 불참                       | 불참                       |                            |                            |
| 1984년 | 불참                       | 불참                       | 불참                       | 불참                       | 불참                       | 불참                       | 불참                       |                            |                            |
| 1988년 | 불참                       | 불참                       | 불참                       | 불참                       | 불참                       | 불참                       | 불참                       |                            |                            |
| 1992년 | 불참                       | 불참                       | 불참                       | 불참                       | 불참                       | 불참                       | 불참                       |                            |                            |
| 1996년 | 10                         | 0                          | 1                          | 9                          | 1                          | 40                         | 1                          |                            |                            |
| 2000년 | 10                         | 1                          | 1                          | 8                          | 2                          | 39                         | 4                          |                            |                            |
| 2004년 | 8                          | 0                          | 1                          | 7                          | 2                          | 22                         | 1                          |                            |                            |
| 2008년 | 12                         | 2                          | 1                          | 9                          | 9                          | 32                         | 7                          |                            |                            |
| 2012년 | 8                          | 1                          | 1                          | 6                          | 3                          | 17                         | 4                          |                            |                            |
| 2016년 | 10                         | 1                          | 2                          | 7                          | 2                          | 26                         | 5                          |                            |                            |
| 2020년 | 10                         | 0                          | 2                          | 8                          | 2                          | 31                         | 2                          |                            |                            |
| 합계   | 68                         | 5                          | 9                          | 54                         | 21                         | 207                        | 24                         |                            |                            |
| 순위   | 유로 예선 승점 순위 : 51위 | 유로 예선 승점 순위 : 51위 | 유로 예선 승점 순위 : 51위 | 유로 예선 승점 순위 : 51위 | 유로 예선 승점 순위 : 51위 | 유로 예선 승점 순위 : 51위 | 유로 예선 승점 순위 : 51위 | 유로 예선 승점 순위 : 51위 | 유로 예선 승점 순위 : 51위 |

## 주요 선수
- 마르틴 뷔헬
- 미첼레 폴베리노
- 니콜라스 하슬러
- 다니엘 카우프만
- 산드로 비저
- 마르틴 레히슈타이너
- 로빈 구브저
- 필리페 에르네